# Philippe Buttani
Philippe Buttani (21 giugno 1968) è un astronomo amatoriale francese.
Il Minor Planet Center gli accredita la scoperta dell'asteroide 46731 Prieurblanc effettuata il 4 ottobre 1997 in collaborazione con Christophe Demeautis.
Gli è stato dedicato l'asteroide 18167 Buttani.